# Swelim
Swelim oder Sweilim (arabisch ﺳﻮﻳﻠﻢ, DMG Suwailim) ist ein arabischer Familienname.

## Namensträger
- Amr Swelim (* 1984), ägyptischer Squashspieler
- Nabil Swelim (1930–2015), ägyptischer Archäologe und Marineoffizier
- Tarek Swelim (1958–2023), ägyptischer Kunsthistoriker